# Patsy Adam-Smith
Patricia Jean "Patsy" Adam-Smith, född 31 maj 1924 i Nowangie i Victoria i Australien, död 20 september 2001, var en australisk författarinna som skrivit drygt 28 böcker. Hon tilldelades 1980  Brittiska imperieorden i graden officer för hennes arbete med litteratur, och 1994 mottog hon en Order of Australiautmärkelse. Hennes bok The Anzacs tilldelades 1978 priset The Age Book of the Year Award och gjordes även till en TV-serie i 13 avsnitt. Bland Adam-Smiths största intressen var järnvägar, ett ämne som hon författade flera böcker om.